# Avranches
Avranches es una comuna nueva francesa situada en el departamento de Mancha, de la región de Normandía. Es una de las subprefecturas del departamento.

## Geografía
Está situada en plena bahía de Saint-Michel, a pocos kilómetros del monte del mismo nombre. Sin embargo no tiene playa, la más cercana está en el municipio de Granville. Ocupa una superficie de 450 hectáreas.

## Historia
Poblada desde época romana, Avranches fue una de las ciudades importantes de Normandía y sede de un obispado.
Fue destruida en gran parte durante la Segunda Guerra Mundial, víctima de los bombardeos aliados del 7 de julio de 1944. Poco después del desembarco de Normandía, Avranches fue una de las localidades claves de la Operación Cobra, siendo liberada por el general Patton y sus hombres, lo que permitió la ulterior liberación de Bretaña.
Una vez reconstruida tras la guerra, llama la atención observar la similitud entre los edificios de la ciudad, todos de piedra.
Fue recreada como comuna nueva el 1 de enero de 2019, en aplicación de una resolución del prefecto de Mancha de 19 de octubre de 2018 con la unión de las comunas de Avranches y Saint-Martin-des-Champs, pasando a estar el ayuntamiento en la antigua comuna de Avranches.

## Demografía
Según los datos aportados en la resolución del prefecto de Mancha, la comuna se crea con 10 745 habitantes.

## Composición
| Comuna fusionada        | Código INSEE | Población (2016) | Superficie (km²) | Densidad (hab./km²) |
| ----------------------- | ------------ | ---------------- | ---------------- | ------------------- |
| Avranches               | 50025        | 10068            | 4.5              | 2237                |
| Saint-Martin-des-Champs | 50516        | 2349             | 6.49             | 362                 |

## Lugares y monumentos
- Destaca encontrar en muchas plazas o parques monumentos dedicados a las víctimas, combatientes y liberadores de las Guerras Mundiales. El más famoso es el monumento situado en la Plaza Patton, cuyo centro pertenece simbólicamente al territorio de los Estados Unidos.
- Otro atractivo importante, muy conocido en la zona, es el Jardín de las Flores, con vistas sobre el Monte Saint-Michel.
- Por último reseñar sus templos religiosos, especialmente la iglesia de Saint-Gervais.

## Hermanamientos
- Korbach  Alemania desde 1963.
- Saint-Gaudens  Francia.